# Mùa nước nổi

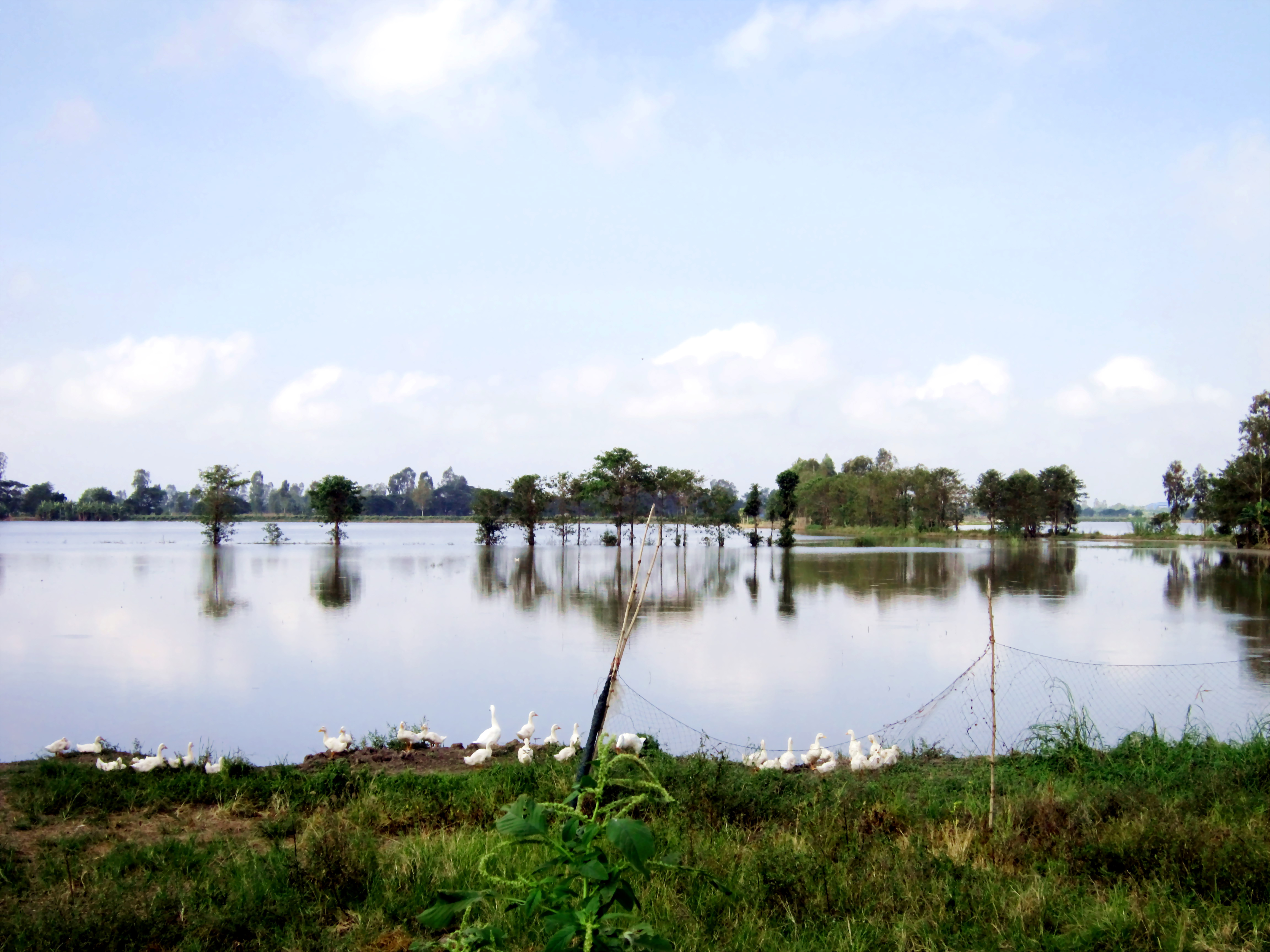
Một cánh đồng ở xã Phú Thuận (Thoại Sơn, An Giang, Việt Nam) vào mùa nước nổi.

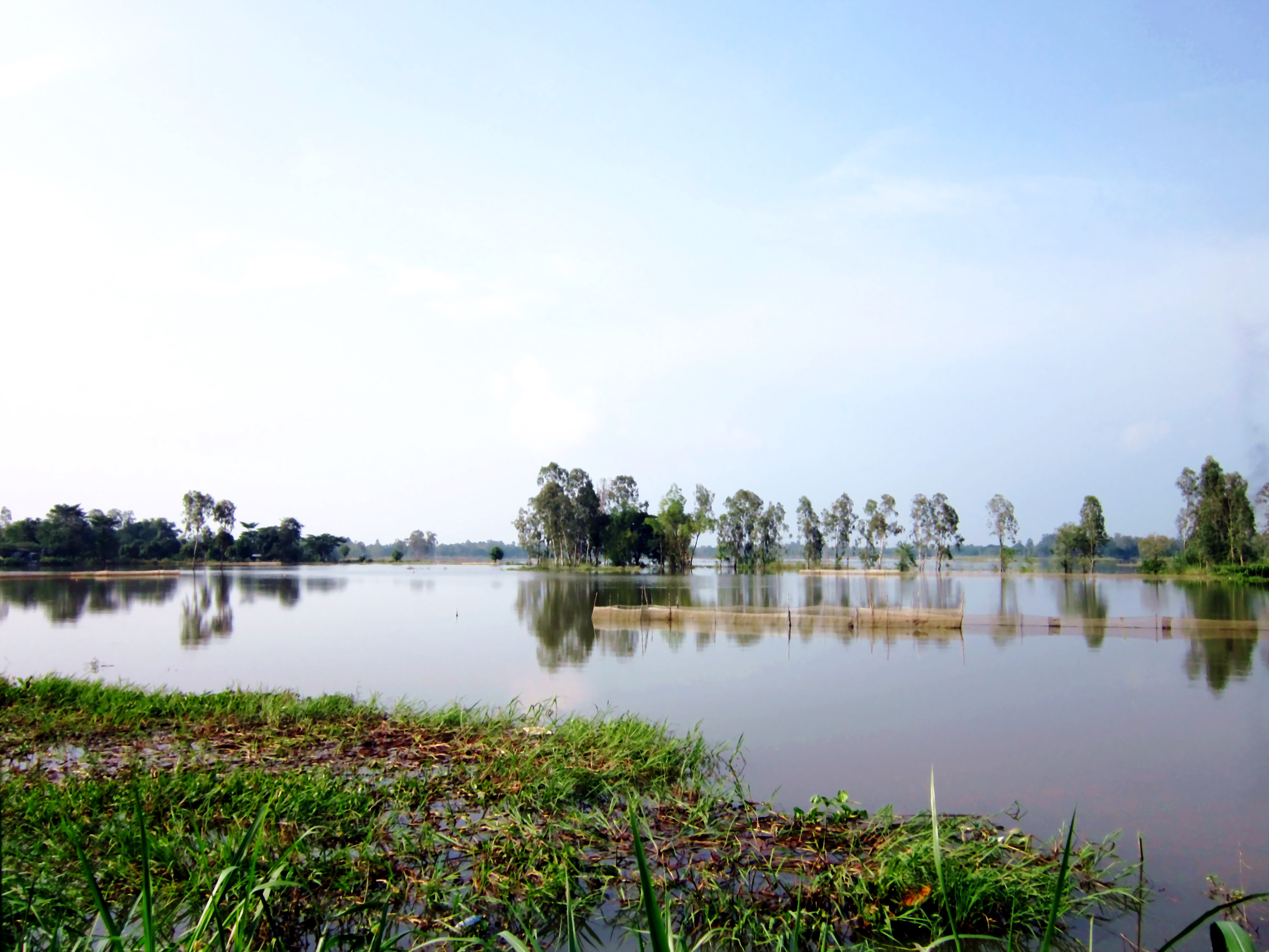
Một cánh đồng ở xã Bình Hòa (Châu Thành, An Giang, Việt Nam) vào mùa nước nổi.

Mùa nước nổi, còn gọi là mùa lũ sông Cửu Long, là hiện tượng lũ lụt tự nhiên ở Đồng bằng sông Cửu Long Việt Nam, thường bắt đầu từ tháng 7 âm lịch đến tháng 10 âm lịch (khoảng tháng 8 đến tháng 11 dương lịch) hàng năm, cao nhất là vào nửa cuối tháng 9 âm lịch. Đây là một hiện tượng đặc trưng của vùng đồng bằng sông Cửu Long ở Việt Nam, vùng hạ lưu sông Mekong, Biển Hồ và Tonle Sap ở Campuchia.
Hiện tượng này mặc dù là hiện tượng lũ lụt, nhưng lại không bị coi là thiên tai có hại. Cư dân đồng bằng sông Cửu Long coi mùa nước nổi là một mùa thay đổi phương thức canh tác nông nghiệp, thay vì canh tác nông nghiệp họ chuyển sang khai thác nguồn lợi thủy sản dồi dào đem lại nhờ hiện tượng ngập lụt mênh mông. Mùa nước nổi tạo điều kiện cho đất đai canh tác nông nghiệp vùng hạ lưu sông Mekong ở cả Việt Nam và Campuchia được nghỉ ngơi, rửa trôi và làm ngập chìm các nguồn sâu bệnh cho cây trồng nông nghiệp, cung cấp một lượng phù sa màu mỡ cho thổ nhưỡng trong toàn vùng đồng bằng sông Cửu Long.

Vua Minh Mạng nhận xét:
Bính Thân, Minh Mệnh năm thứ 17 [1836], ... Vua thường bảo thị thần rằng: ... Lại nói: “Miền Nam nước ta tiếp giáp với đất Xiêm. Nơi này khoảng tháng 2, tháng 3, trời tạnh nắng nước sông khô cạn, tiện đường bộ, không tiện đường thủy. Khoảng tháng 9, tháng 10, thường có mưa, nước sông do đấy dẫy lên, tiện đường thủy, không tiện đường bộ. Đường sá xa khơi, mà cả hai đường thủy, bộ đều không lợi, chúng cũng không làm gì được ta đâu ! Duy có điều đáng lo là : dân Chân Lạp mới quy phục, nên nghĩ cách vỗ yên họ để lâu ngày họ tin phục ta, rồi sai họ phòng bị, lấy Man di đánh Man di, sẽ có thể không phải lo nghĩ đến phía tây nữa”.